# Grupa pułkowników

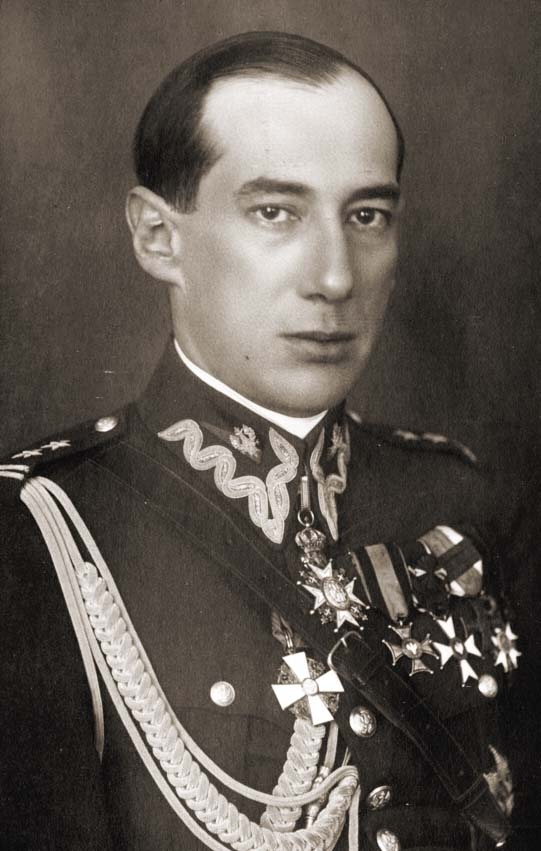
Józef Beck, członek grupy pułkowników

Grupa pułkowników, frakcja pułkowników, rządy pułkowników – ścisłe otoczenie i najbliżsi współpracownicy Józefa Piłsudskiego, pełniący kierowniczą rolę w Bezpartyjnym Bloku Współpracy z Rządem i państwie polskim podczas rządów sanacji w okresie II RP. „Pułkownicy” bezpośrednio po przewrocie majowym w 1926 pełnili nie najwyższe, choć wpływowe funkcje w armii. Od 1929 zaczęli obejmować najwyższe stanowiska w państwie (premierów i ministrów). Po zwycięskich dla sanacji wyborach parlamentarnych w 1930 („wybory brzeskie”), od 1931 Piłsudski zaczął odsuwać się od bezpośrednich decyzji o sprawach państwowych, cedując większość z nich na „pułkowników”. Po śmierci Piłsudskiego w maju 1935, jesienią 1935 doszło do rozpadu „grupy pułkowników” w wyniku walki o władzę po zgonie Piłsudskiego.

## Termin
Nie ma określonego kryterium, które umożliwiłoby zaklasyfikowanie danej postaci do grupy „pułkowników”. Władysław T. Kulesza wyodrębnił w związku z tym dwa pojęcia:
- grupa – czyli ludzie tworzący ekipę ścisłych współpracowników Józefa Piłsudskiego
- krąg – tworzony przez wszystkie osoby, które w latach 1930–1935 zbliżyły się do grupy pułkowników i odgrywały konkretną rolę w życiu politycznym sanacji oraz w realizacji polityki kolejnych rządów[3].

Termin „pułkownicy” został nadany przez opozycję, która propagandowo głosiła tezę o istnieniu rządów wojskowych w kraju. Nie wiadomo kiedy i kto stworzył ten termin. Najprawdopodobniej zrobili to antysanacyjni socjaliści. 5 grudnia 1928 r. Kazimierz Czapiński z Polskiej Partii Socjalistycznej powiedział na posiedzeniu Komisji Budżetowej Sejmu RP „ukazała się na horyzoncie politycznym pewna nieodpowiedzialna grupa polityczna, którą opinia nazywa »grupą pułkowników«, i ta usiłuje w zrozumiałych celach zamącić normalną pracę parlamentarną”.
Obóz sanacyjny, a zwłaszcza sama grupa, wiedziała o tym określeniu, ale nie korzystano z niego. W grupie byli nie tylko pułkownicy, były osobach o innych rangach wojskowych, np. major Świtalski, generał Składkowski i cywile jak Stanisław Car, Wacław Makowski.

## Członkowie
Trzon grupy stanowili Bogusław Miedziński, Aleksander Prystor, Walery Sławek i Kazimierz Świtalski. Oprócz nich, krąg „pułkowników” tworzyli min. Józef Beck, Janusz Jędrzejewicz, Wacław Jędrzejewicz, Adam Koc, Ignacy Matuszewski, Tadeusz Hołówko, Stanisław Car, Wacław Makowski, Bohdan Podoski, Felicjan Sławoj-Składkowski, Ignacy Boerner, Bronisław Pieracki, Adam Skwarczyński.
Można wyróżnić „pułkowników drugiego planu”, którzy byli blisko związani z ideałami, przeszłością oraz bieżącą współpracą z najważniejszymi „pułkownikami”, ale nie zaliczali się do otoczenia Józefa Piłsudskiego oraz nie brali udziału w podejmowaniu najważniejszych decyzji. Do tego grona można zaliczyć Henryka Floyar-Rajchmana, Jerzego Paciorkowskiego oraz Mikołaja Dolanowskiego.
Rząd Kazimierza Świtalskiego, w którym sześciu na czternastu ministrów było wyższymi oficerami, był pierwszym z tzw. rządów pułkowników.

## Krytyka
„Pułkownicy” dążyli do autorytarnego ustroju państwa. Dążono do wzmocnienia władzy wykonawczej, poprzez dodanie prerogatyw prezydentowi i całemu rządowi. Była to inna aspiracja niż którą miał Kazimierz Bartel, sanacyjny liberał, który popierał system kanclerski, wzmacniając władzę głównie premiera/kanclerza. Opozycja oskarżała „pułkowników” o szantaże oraz naciski, i korzystanie z metod niedemokratycznych, jak wykorzystywanie precedensów konstytucyjnych (a nawet tendencje faszystowskie). „Pułkownicy” działali w myśl zasady, iż brak formalnoprawnej sprzeczności z jej postanowieniami oznacza, że czyn nie jest zabroniony, choć tego typu działania były sprzeczne z duchem konstytucji marcowej. (Np. z inspiracji „pułkowników” Kazimierz Bartel w 1927 r. zagroził działaczom PPS, że jeśli PPS zbliży się z PSL „Wyzwolenie”, to zostanie wypowiedziana umowa dzierżawy drukarni państwowej przez „Robotnika” (gazetę PPSu).), Grupa także popierała aresztowania opozycjonistów (np. w nocy z 9 na 10 września 1930 roku aresztowano 14 liderów Centrolewu i 5 działaczy ukraińskich. Decyzję podjął Piłsudski. Więźniów trzymano w twierdzy wojskowej w Brześciu, gdzie zdarzały się pobicia i brutalne traktowania, które zapewne nie były motywowane przez „Pułkowników”, ale były one zgodne z ich linią.) Opozycja także zarzuciła im wykorzystywanie administracji państwowej by ingerować w wybory (do tego dochodziło w 1928 i 1930 roku. Podczas pierwszych wyborów oskarżano władzę o nadużycia finansowe i o „cuda nad urną”; a że w 1930 r. Sąd Najwyższy uznał 18 mandatów za nieważne, z czego 14 należało do BBWR).
W przypadku drugich wyborów przydzielano oficerów i podoficerów w stanie spoczynku, którym polecono przerywać głosowanie w przypadku gdy przybierało niekorzystny dla władzy przebieg. Dochodziło do unieważniania list wyborczych, jednakże trzeba zwrócić uwagę, że czasem była to wina opozycji. Oraz do zrywania wieców wyborczych. -->.